# Violmussling
Violmussling (Trichaptum laricinum) är en svampart som först beskrevs av Petter Adolf Karsten, och fick sitt nu gällande namn av Leif Ryvarden 1972. Violmussling ingår i släktet Trichaptum och familjen Polyporaceae. Arten är reproducerande i Sverige. Inga underarter finns listade i Catalogue of Life.